# Les Chansons rétros

Les Chansons rétros est un sketch humoristique du trio comique Les Inconnus, diffusé lors de l'émission La Télé des Inconnus en octobre 1991 sur Antenne 2.

## Synopsis
Le sketch est présenté comme un reportage télévisé (intitulé « Le bonheur au quotidien ») où un retraité, Louis Ribier (joué par Pascal Légitimus), avide collectionneur de disques 78 tours de la première moitié du XXe siècle, présente à l'intervieweur (joué par Bernard Campan) différents artistes de cette époque.
L'effet comique provient du fait que le collectionneur idéalise complètement cette période de sa jeunesse, tout en soulignant systématiquement le contraste avec la musique contemporaine, qu'il juge décadente ; mais les différents lieux communs qu'il énonce sont systématiquement contredits par l'illustration musicale présentée ensuite.
| Affirmation                                                                                              | Illustration musicale | Quelques paroles de la chanson | Inspiration |
| --- | --- | --- | --- |
| « Cʼétait une époque avec une joie de vivre. Les textes étaient réalistes, sans exagérations inutiles. » | La chanteuse surnommée la « Grande Bertha » (Didier Bourdon) interprète une chanson décrivant, de manière outrancièrement mélodramatique, la mort violente d'une jeune orpheline prostituée. | « À peine avait-elle traversé la rue que la gamine cul-de-jatte se fit écraser par une charrue, ce qui lui fit éclater la rate. » | Les chanteuses réalistes, notamment Damia et Berthe Sylva |
| « Les chanteurs de lʼépoque nʼétaient pas des androgynes ; ils avaient de vraies voix. »                 | Un chanteur anonyme (Pascal Légitimus), légèrement efféminé et habillé d'habits moulants comme ceux des toreros, chante d'une voix aiguë et sucrée (celle de Bernard Campan), roucoulant face à son auditoire qui lui envoie des fleurs. À la fin du morceau, lorsqu'il doit tenir une note pendant un long moment, sa voix s'éraille très nettement ; il s'évanouit peu après dans les bras de ses deux choristes, qui l'aident à sortir de scène alors que des fleurs lui sont lancées. | « Ô mon amour, ô Marinette, quand tu t'en vas je perds la tête. […] Et quand je vois tes yeux de velouuuuuuuuuuuuurs. » | Les chanteurs de charme, tel Luis Mariano |
| « Les textes des chansons étaient l'œuvre de véritables auteurs. »                                       | Le chanteur comique « Belios » (Bernard Campan), habillé d'un costume de soldat avec galons et casquette assortis, interprète une chanson de l'auteur « Gustave Grimberg » à la gloire des pets, accompagnée de bruitages et de gestes explicites. | « Et ça fait prrrt, et ça fait prrrt, ça fait du bien. Et même si prrrt, et même si prrrt ça embête le voisin. » | Les comiques troupiers, notamment Polin et Gaston Ouvrard |
| « Les artistes de l'époque étaient des Français bien de chez nous. »                                     | L'artiste de music-hall Joséphine Baker (interprétée par Pascal Légitimus) danse le charleston sur l'air de sa chanson J'ai deux amours | « J'ai deux amours : mon pays et Paris. » | Joséphine Baker |
| « Pendant la guerre, les chanteurs français faisaient partie de la Résistance. »                         | Le chanteur de music-hall « Julien Dragoul » (Didier Bourdon) est vu sur scène en 1943, devant un portrait du maréchal Pétain, chanter une chanson à la gloire de l'occupation allemande. Durant son récital, il sʼincline servilement devant un officier nazi arrivé sur scène, lui baisant les pieds. Avant son chant, il demande à un maréchal allemand présent dans la salle des nouvelles du front, et peu après dit : « Vous m'en voyez ravi, monsieur le maréchal ». On le voit ensuite en 1946, après la libération, interpréter devant un portait du général de Gaulle la chanson Dehors les Boches ! Au moment de conclure, il esquisse le salut hitlérien — probablement par habitude — avant de se raviser rapidement. | « Ça fait pas de mal, ma foi, de marcher au pas de l'oie. Pas comme ces abrutis, qui s'planquent dans le maquis. (...) Qui c'est qui mange not' pain, faut dire bien qu'c'est l'youpin. » « Je vous le dis en face, vive la liberté ! Plutôt que d'vivre en lâche, j'préfére mourir Français. » | Pastiche des chanteurs ayant continué de se produire sous l'occupation allemande comme André Dassary (interprète de Maréchal, nous voilà !), Maurice Chevalier ou André Claveau |

On trouve un clin d'œil supplémentaire à la fin du sketch, lorsque Louis Ribier affirme que les comiques d'aujourdʼhui n'ont « rien inventé ». On voit alors le chanteur « Belios », l'interprète de la chanson sur les pets, chanter : « Salut, prrrt, tu, prrrt, vas, prrrt, bien ? », allusion au « Salut <smack!> tu <smack!> vas <smack!> bien ? » de la chanson Auteuil, Neuilly, Passy des Inconnus.